# Potočni pilićnjak
Potočni pilićnjak (piličnjak lopatasti, lopatasta vrbica; lat. Lythrum portula), vodena jednogodišnja raslinja iz močvarnih predjela, vlažnih livada i polja, te obala rijeka i jezera. Rasprostranjena je u Europi, a udomaćila se i na zapadu Sjeverne Amerike.
To je zeljasta biljka koja naraste do 25 centimetara, prilegnute i razgranate stabljike i nasuprotnih obrnuto jajolikih listova. Sitni cvjetovi su dvospolni, bijele ili ružičaste boje i šest prašnika. Plod je smeđa kuglasta kapsula sa sićušnim sjemenkama. Cijela biljka je jestiva.
Rod pilićnjak (Peplis), više nije priznat, i biljka se danas vodi pod rodom vrbica (Lythrum), koji pripada porodici vrbičevki (Lythraceae)

## Sinonimi
- Peplis portula L.

- Potočni pilićnjak
- Potočni pilićnjak